# Henry (cratère lunaire)
Pour le cratère lunaire au nom proche, voir Henry Frères.
Pour les articles homonymes, voir Henry.
Henry est un cratère d'impact lunaire situé sur de la face visible de la Lune. Il se situe à l'est-nord-est du cratère Henry Frères, à l'est-sud-est du cratère Byrgius et à l'ouest du cratère Cavendish. La bordure extérieure du cratère Henry a subi une certaine érosion par des impacts ultérieurs, en particulier dans le sud et au sud-est où il est recouvert par une paire de petits cratères. Le plancher intérieur est relativement sans relief, avec un albédo qui correspond au terrain environnant. Une structure rayonnée de Byrgius A, un satellite de Byrgius, traverse la moitié nord-ouest du cratère d'est-nord-est. 
En 1970, l'Union astronomique internationale lui a attribué le nom de Henry en l'honneur du physicien américain Joseph Henry.

## Cratères satellites

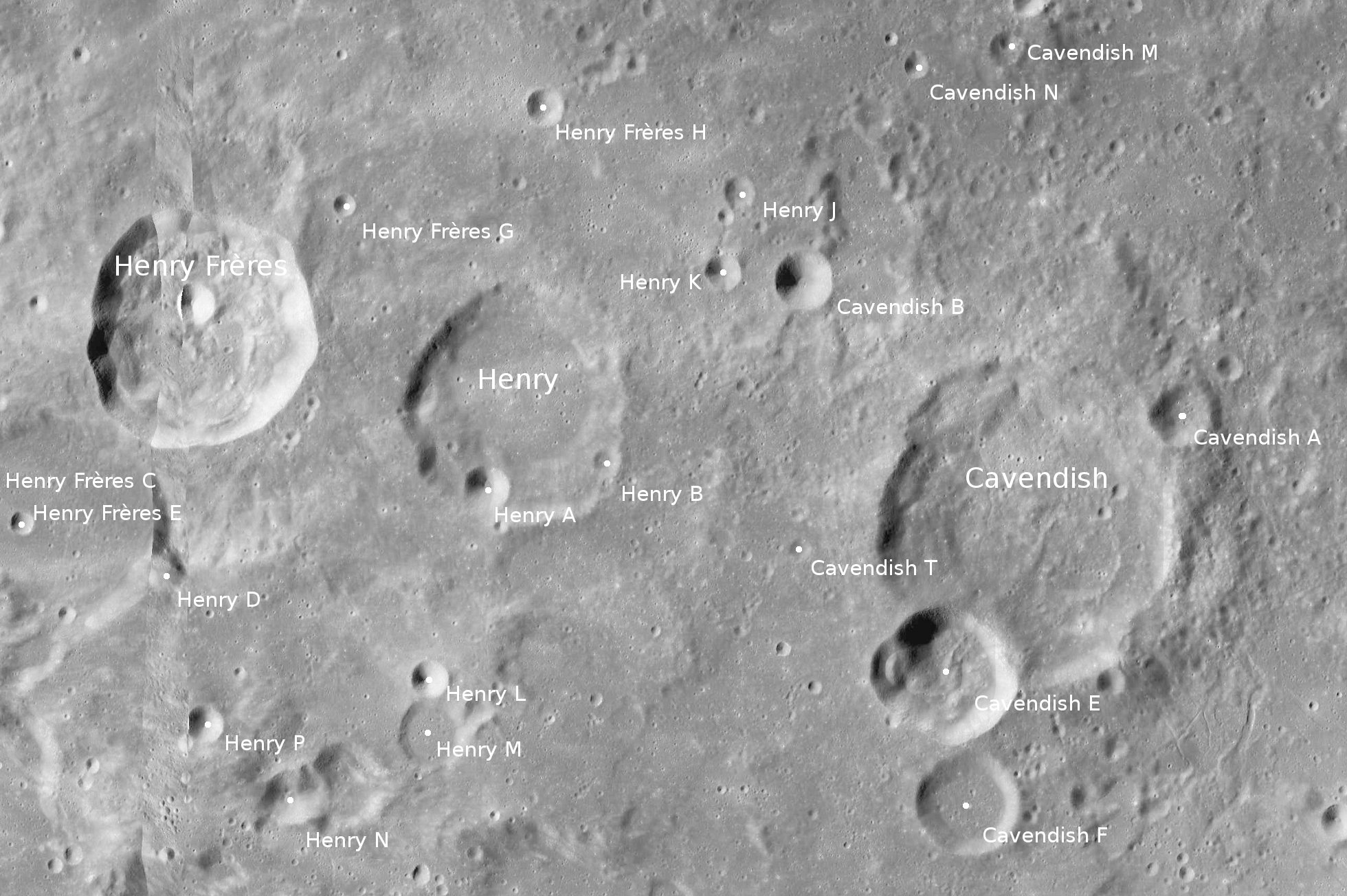
Carte des cratères satellites de Henry Frères, Henry et Cavendish.

Par convention, les cratères satellites sont identifiés sur les cartes lunaires en plaçant la lettre sur le côté du point central du cratère qui est le plus proche de Henry.
| Henry | Latitude | Longitude | Diamètre |
| ----- | -------- | --------- | -------- |
| A     | 24.5° S  | 57.1° W   | 8 km     |
| B     | 24.3° S  | 56.3° W   | 5 km     |
| D     | 24.9° S  | 59.1° W   | 7 km     |
| J     | 22.8° S  | 55.4° W   | 5 km     |
| K     | 23.2° S  | 55.5° W   | 6 km     |
| L     | 25.5° S  | 57.4° W   | 6 km     |
| M     | 25.8° S  | 57.6° W   | 13 km    |
| N     | 26.1° S  | 58.3° W   | 9 km     |
| P     | 25.8° S  | 59.0° W   | 6 km     |